# Chloridoideae
A Chloridoideae a perjefélék egyik alcsaládja.
Legtöbbjük trópusi, C4 fotoszintézisű növény. Füzérkéik egy- vagy sokvirágúak, toklászaik egy-háromerűek.
Jelentősebb magyarországi nemzetségeik:
- tőtippan
- csillagpázsit
- aszályfű

## Rendszertani felosztásuk
Az alcsaládot öt nemzetségcsoportra tagolják:
- Cynodonteae Dumort. csoport 50 nemzetséggel:
  - Aegopogon,
  - Afrotrichloris,
  - Astrebla,
  - Austrochloris,
  - Bouteloua,
  - Brachyachne,
  - Catalepis,
  - Chloris,
  - Chrysochloa,
  - Craspedorhachis,
  - Ctenium,
  - Cynodon – csillagpázsit,
  - Daknopholis,
  - Decaryella,
  - Dignathia,
  - Enteropogon,
  - Eustachys,
  - Farrago,
  - Gymnopogon,
  - Harpochloa,
  - Hilaria,
  - Kampochloa,
  - Leptothrium,
  - Lepturidium,
  - Lepturopetium,
  - Lintonia,
  - Lopholepis,
  - Melanocenchris,
  - Microchloa,
  - Monelytrum,
  - Mosdenia,
  - Neobouteloua,
  - Neostapfiella,
  - Oxychloris,
  - Perotis,
  - Pleuraphis,
  - Pogonochloa,
  - Polevansia,
  - Pommereulla,
  - Pseudozoysia,
  - Schaffnerella,
  - Schedonnardus,
  - Schoenefeldia,
  - Spartina,
  - Tetrachaete,
  - Tetrapogon,
  - Tragus,
  - Trichloris,
  - Willkommia,
  - Zoysia.
- Eragrostideae Stapf (in Harv. & Sond.) csoport 88 nemzetséggel:
  - Acrachne,
  - Aeluropus,
  - Allolepis,
  - Apochiton,
  - Bealia,
  - Bewsia,
  - Blepharidachne,
  - Blepharoneuron,
  - Brachychloa,
  - Calamovilfa,
  - Chaboissaea,
  - Cladoraphis,
  - Coelachyrum,
  - Crypsis,
  - Dactyloctenium,
  - Dasyochloa,
  - Desmostachya,
  - Dinebra,
  - Distichlis,
  - Drake-Brockmania,
  - Ectrosia,
  - Ectrosiopsis,
  - Eleusine – aszályfű,
  - Entoplocamia,
  - Eragrostiella,
  - Eragrostis – tőtippan,
  - Erioneuron,
  - Fingerhuthia,
  - Gouinia,
  - Habrochloa,
  - Halopyrum,
  - Harpachne,
  - Heterachne,
  - Hubbardochloa,
  - Indopoa,
  - Jouvea,
  - Kengia,
  - Leptocarydion,
  - Leptochloa,
  - Lophacme,
  - Lycurus,
  - Monanthochloe,
  - Monodia,
  - Muhlenbergia,
  - Munroa,
  - Myriostachya,
  - Neesiochloa,
  - Neyraudia,
  - Ochthochloa,
  - Odyssea,
  - Orinus,
  - Oropetium,
  - Pereilema,
  - Planichloa,
  - Plectrachne,
  - Pogonarthria,
  - Pogononeura,
  - Psammagrostis,
  - Psilolemma,
  - Redfieldia,
  - Reederochloa,
  - Rheochloa,
  - Richardsiella,
  - Schenckochloa,
  - Sclerodactylon,
  - Scleropogon,
  - Silentvalleya,
  - Sohnsia,
  - Sporobolus,
  - Steirachne,
  - Swallenia,
  - Symplectrodia,
  - Tetrachne,
  - Thellungia,
  - Trichoneura,
  - Tridens,
  - Triodia,
  - Triplasis,
  - Tripogon,
  - Triraphis,
  - Uniola,
  - Urochondra,
  - Vaseyochloa,
  - Viguierella.
- Leptureae Dumort. csoport egy nemzetséggel:
  - Lepturus.
- Orcuttieae csoport három nemzetséggel:
  - Neostapfia,
  - Orcuttia,
  - Tuctoria.
- Pappophoreae Kunth csoport öt nemzetséggel:
  - Cottea,
  - Enneapogon,
  - Kaokochloa,
  - Pappophorum,
  - Schmidtia.